# Wendisch Evern
Wendisch Evern település Németországban, azon belül Alsó-Szászország tartományban. Lakosainak száma 1815 fő (2023. december 31.). Wendisch Evern Barendorf és Vastorf községekkel határos.

## Népesség
A település népességének változása:
| Lakosok száma | 1766 | 1772 | 1740 | 1801 | 1826 | 1815 |
|               | 2016 | 2017 | 2019 | 2021 | 2022 | 2023 |